# 柳比日尼亞河

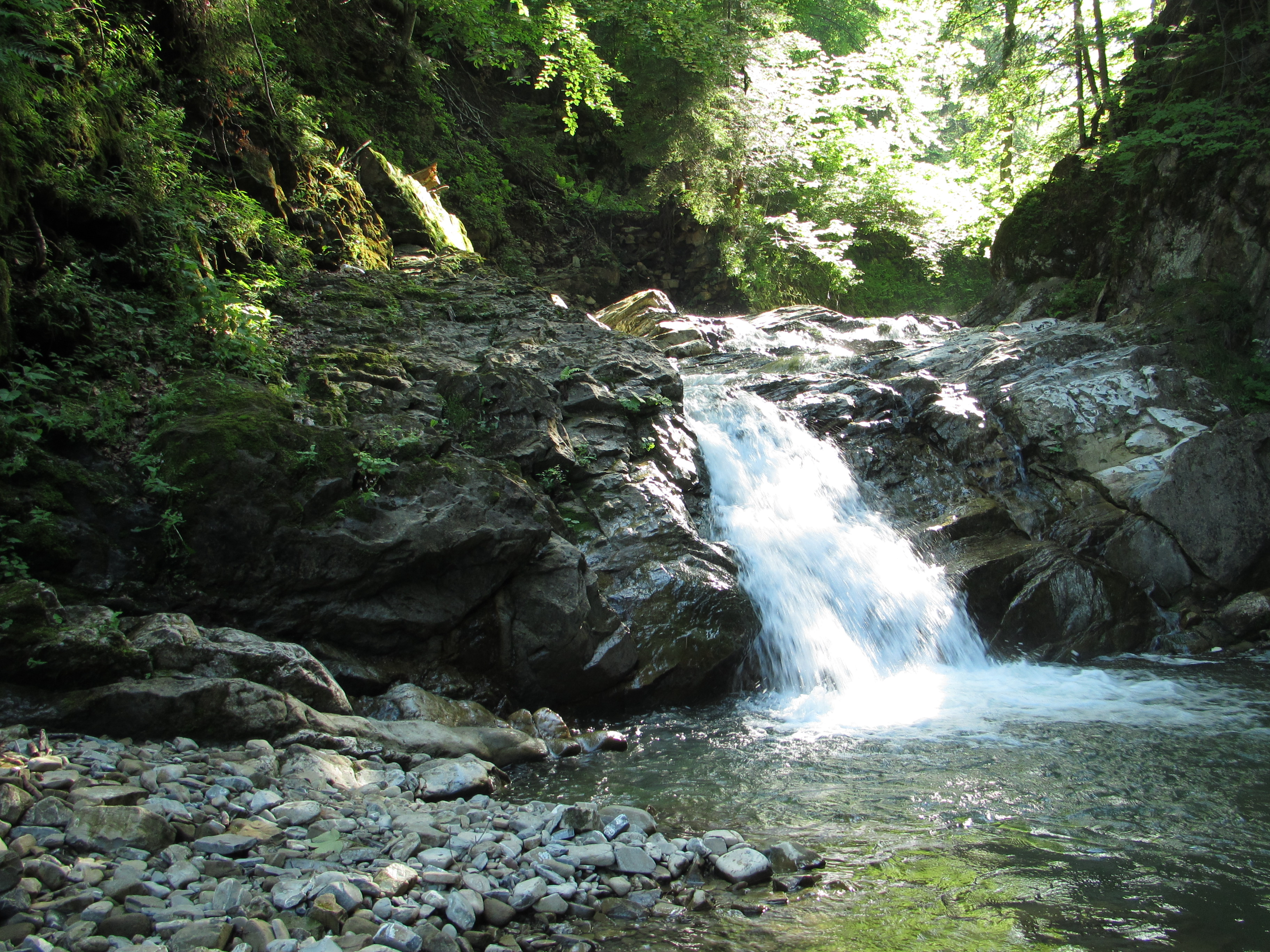
柳比日尼亞河

柳比日尼亞河（烏克蘭語：Любіжня），是烏克蘭的河流，位於該國西部，屬於普魯特河的左支流，流經伊萬諾-弗蘭科夫斯克州，河道全長16公里，流域面積55.7平方公里。